# 吉桑德 (圣玛丽亚达费拉)
吉桑德是葡萄牙阿威罗区圣玛丽亚达费拉的一个堂区。总面积3.78平方公里，总人口1237人，人口密度327.2人/平方公里（2011年）。